# Nathan Douglas
Nathan Douglas (Oxford, Reino Unido, 4 de diciembre de 1982) es un atleta británico especializado en la prueba de Triple salto, en la que ha logrado ser subcampeón europeo en 2006.

## Carrera deportiva
En el Campeonato Europeo de Atletismo de 2006 ganó la medalla de plata en el Triple salto, llegando hasta los 17.21 metros, siendo superado por el sueco Christian Olsson (oro con 17.67 m) y por delante del rumano Marian Oprea (bronce con 17.18 metros).